# Ямагуті Такесі
Такесі Ямагуті (яп. 山口剛; нар. 4 квітня 1989, префектура Ґіфу) — японський борець вільного стилю, дворазовий бронзовий призер чемпіонатів Азії, бронзовий призер Кубку світу в командній першості.

## Життєпис
Боротьбою почав займатися з 2006 року. У 2001 році став бронзовим призером чемпіонату світу серед кадетів. У 2002 році здобув срібну медаль чемпіонату Європи серед юніорів.
Виступав за спортивний клуб «Бусідо» Токіо. Тренер — Юдзі Нагата (з 2012).
Закінчив Університет Васеда.

## Спортивні результати на міжнародних змаганнях

### Виступи на Чемпіонатах світу
| Змагання                        | Збірна | Вагова категорія          | Місце |
| ------------------------------- | ------ | ------------------------- | ----- |
| Чемпіонат світу з боротьби 2013 | Японія | вільна боротьба, до 96 кг | 8     |
| Чемпіонат світу з боротьби 2015 | Японія | вільна боротьба, до 97 кг | 22    |
| Чемпіонат світу з боротьби 2018 | Японія | вільна боротьба, до 97 кг | 9     |

### Виступи на Чемпіонатах Азії
| Змагання                       | Збірна | Вагова категорія          | Місце  |
| ------------------------------ | ------ | ------------------------- | ------ |
| Чемпіонат Азії з боротьби 2013 | Японія | вільна боротьба, до 96 кг | 10     |
| Чемпіонат Азії з боротьби 2015 | Японія | вільна боротьба, до 97 кг | Бронза |
| Чемпіонат Азії з боротьби 2018 | Японія | вільна боротьба, до 97 кг | Бронза |

### Виступи на Азійських іграх
| Змагання           | Збірна | Вагова категорія          | Місце |
| ------------------ | ------ | ------------------------- | ----- |
| Азійські ігри 2018 | Японія | вільна боротьба, до 97 кг | 5     |

### Виступи на Кубках світу
| Змагання                    | Збірна | Вагова категорія          | Місце  |
| --------------------------- | ------ | ------------------------- | ------ |
| Кубок світу з боротьби 2012 | Японія | вільна боротьба, до 96 кг | 8      |
| Кубок світу з боротьби 2013 | Японія | вільна боротьба, до 96 кг | 7      |
| Кубок світу з боротьби 2018 | Японія | команда                   | Бронза |

### Виступи на інших змаганнях
| Змагання                                                         | Збірна | Вагова категорія          | Місце  |
| ---------------------------------------------------------------- | ------ | ------------------------- | ------ |
| Міжнародний меморіал Дейва Шульца 2012                           | Японія | вільна боротьба, до 84 кг | Бронза |
| Кубок Тахті 2014                                                 | Японія | вільна боротьба, до 97 кг | 11     |
| Турнір Яшара Догу 2014                                           | Японія | вільна боротьба, до 97 кг | 16     |
| Кубок Президента Бурятської Республіки з боротьби 2015           | Японія | вільна боротьба, до 97 кг | Бронза |
| Відкритий чемпіонат Монголії з вільної боротьби 2015             | Японія | вільна боротьба, до 97 кг | Бронза |
| Олімпійський кваліфікаційний турнір з боротьби 2016 (Астана)     | Японія | вільна боротьба, до 97 кг | Бронза |
| Олімпійський кваліфікаційний турнір з боротьби 2016 (Улан-Батор) | Японія | вільна боротьба, до 97 кг | 9      |
| Всеяпонський відкритий чемпіонат з вільної боротьби 2018         | Японія | вільна боротьба, до 97 кг | Бронза |
| Чемпіонат Японії з вільної боротьби 2018                         | Японія | вільна боротьба, до 97 кг | Срібло |
| Відкритий чемпіонат Монголії з вільної боротьби 2019             | Японія | вільна боротьба, до 97 кг | Срібло |
| Меморіал Вацлава Циолковського 2019                              | Японія | вільна боротьба, до 97 кг | 7      |
| Чемпіонат Японії з вільної боротьби 2019                         | Японія | вільна боротьба, до 97 кг | Срібло |
| Чемпіонат Японії з вільної боротьби 2020                         | Японія | вільна боротьба, до 97 кг | Бронза |
| Олімпійський кваліфікаційний турнір з боротьби 2021              | Японія | вільна боротьба, до 97 кг | 12     |

### Виступи на змаганнях молодших вікових груп
| Змагання                                      | Збірна | Вагова категорія                 | Місце |
| --------------------------------------------- | ------ | -------------------------------- | ----- |
| Чемпіонат Азії з боротьби серед кадетів 2006  | Японія | греко-римська боротьба, до 76 кг | 5     |
| Чемпіонат світу з боротьби серед юніорів 2009 | Японія | вільна боротьба, до 84 кг        | 25    |